# Кралики (Банска Бистрица)
Кралики (слч. Králiky) насељено је мјесто са административним статусом сеоске општине (слч. obec) у округу Банска Бистрица, у Банскобистричком крају, Словачка Република.

## Становништво
| Година:    | 1994. | 2004.    | 2014.    | 2024.    |
| ---------- | ----- | -------- | -------- | -------- |
| Број људи: | 459   | 542      | 638      | 712      |
| Разлика:   |       | +18,08 % | +17,71 % | +11,59 % |

| Година:    | 2023. | 2024.   |
| ---------- | ----- | ------- |
| Број људи: | 715   | 712     |
| Разлика:   |       | -0,41 % |

Према подацима о броју становника из 2011. године насеље је имало 623 становника.